# Atelectase
Atelectase of longatelectase is een aandoening waarbij (een deel van) de long geen lucht meer krijgt en daardoor samenvalt (collaps). Atelectase wordt meestal veroorzaakt door een obstructie (afsluiting) van een bronchus, een van de twee hoofdtakken van de trachea (luchtpijp) die rechtstreeks naar de longen leiden.

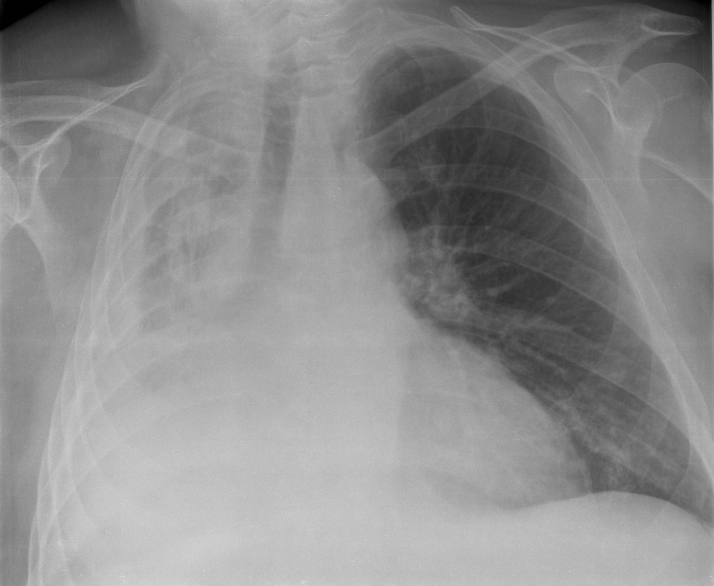

Ook kleinere luchtwegen kunnen afgesloten raken. Dit kan worden veroorzaakt door een slijmprop, pleuravocht, een geïnhaleerd voorwerp of zelfs door een tumor in de bronchus. De bronchus kan ook worden afgesloten door druk van buitenaf, bijvoorbeeld door een tumor of vergrote lymfeklieren. Wanneer een luchtweg afgesloten raakt, wordt de lucht uit de longblaasjes in het bloed opgenomen, waardoor de alveoli ineenkrimpen. Het ingeklapte longweefsel vult zich meestal met bloed, cellen, serum en slijm en raakt geïnfecteerd.